# 650 г. пр.н.е.

## Събития

### В Азия

#### В Асирия
- Цар на Асирия е Ашурбанипал (669/8 – 627 г. пр.н.е.).[1]
- Продължава „Голямото въстание“ (652 – 648 г. пр.н.е.) на Вавилон ръководено от цар Шамаш-шум-укин (668 – 648 г. пр.н.е.):
  - Асирийците отново разпростират властта си над приморските провинции в Южна Вавилоня, което им позволява да оказват натиск върху въстаниците от всички страни.[2]
  - В северна и централна Вавилония асирийците овладяват земеделските райони, което им позволява да преминат към обсаждане на важните градски центрове, а самият център на въстанието Вавилон също е обсаден и остава блокиран за две години.[3]
  - Ашурбанипал побеждава в две сражения арабските отряди, които се бият на страната на Шамаш-шум-укин.[4]

#### В Елам
- Цар Тамариту II (652 – 649 и за кратко през 647 г. пр.н.е.) продължава провавилонската си политика.[5]

### В Африка

#### В Египет
- Псаметих (664 – 610 г. пр.н.е.) е фараон на Египет.[6][7]

### В Европа
- Около тази година гръцки преселници от Парос основават колония на остров Тасос.[8]
- В периода 650 – 625 г. пр.н.е. преселници от Тасос основават колониите Неаполис и Галепсос, защото най-старият запазен археологичен материал е датиран от този период.[9]
- В Калабрия е основана колонията Хипониум.[9]